# Калмик-Абдрашево
Калми́к-Абдра́шево (рос. Калмык-Абдрашево) — присілок у складі Сафакулевського округу Курганської області, Росія.
Населення — 254 особи (2010, 316 у 2002).
Національний склад станом на 2002 рік:
- башкири — 94 %